# Jenny Tschernichin-Larsson
Jenny Tschernichin-Larsson, född 29 april 1867 i Helsingfors i Finland, död 15 juni 1937 i Stockholm, var en svensk skådespelare och manusförfattare.
År 1912 engagerades hon av Svenska Bio på Lidingö och hon kom att medverka i ett 50-tal filmer fram till 1933. Hennes specialitet var att agera gamla damer och satkäringar.
Hon var gift med svenske skådespelaren och regissören William Larsson. Makarna gravsattes i Gustav Vasa kyrkas kolumbarium i Stockholm.

## Filmografi
- 1912 – Den tyranniske fästmannen
- 1913 – Miraklet
- 1913 – Gränsfolken
- 1913 – På livets ödesvägar
- 1913 – Den okända
- 1913 – Den moderna suffragetten
- 1913 – Livets konflikter
- 1914 – Skottet
- 1914 – Stormfågeln
- 1914 – Högfjällets dotter
- 1914 – Kammarjunkaren
- 1914 – När svärmor regerar
- 1914 – Hjärtan som mötas
- 1914 – Bra flicka reder sig själv
- 1914 – Dömen icke
- 1914 – Prästen
- 1914 – Gatans barn
- 1915 – En av de många
- 1915 – Hans bröllopsnatt
- 1915 – Hämnaren
- 1915 – Landshövdingens döttrar
- 1915 – Mästertjuven
- 1915 – Hans hustrus förflutna
- 1915 – Alla sätt äro bra utom de tråkiga
- 1916 – På detta numera vanliga sätt
- 1916 – Kärlek och journalistik
- 1916 – Dödskyssen
- 1916 – Balettprimadonnan
- 1916 – Therèse
- 1916 – Havsgamar
- 1916 – Hon segrade
- 1917 – Värdshusets hemlighet
- 1917 – Tösen från Stormyrtorpet
- 1917 – Thomas Graals bästa film
- 1917 – Terje Vigen
- 1917 – Miljonarvet
- 1918 – Thomas Graals bästa barn
- 1918 – Berg-Ejvind och hans hustru
- 1919 – Dunungen
- 1919 – Ingmarssönerna
- 1920 – Fiskebyn
- 1920 – Klostret i Sendomir
- 1921 – En vildfågel
- 1922 – Kärlekens ögon
- 1923 – Hälsingar
- 1925 – För hemmet och flickan
- 1925 – Bröderna Östermans huskors
- 1926 – Ebberöds bank
- 1927 – Hin och smålänningen
- 1932 – En stulen vals
- 1933 – Halta Lena och vindögde Per

### Filmmanus
- 1925 – Bröderna Östermans huskors

## Teater

### Roller (ej komplett)
| År   | Roll            | Produktion                                            | Regi                       | Teater                       |
| ---- | --------------- | ----------------------------------------------------- | -------------------------- | ---------------------------- |
| 1897 | Ulrika Sprosser | Tokerier (Pension Schöller) Carl Laufs                | Mauritz Swedberg           | Svenska Teatern, Helsingfors |
| 1911 | Länsmanskan     | Bakom Kuopio Gustaf von Numers                        | Mauritz Stiller            | Lilla teatern                |
| 1911 | Länsmanskan     | Pastor Jussilainen Gustaf von Numers                  | Jenny Tschernichin-Larsson | Lilla teatern                |
| 1921 | Länsmanskan     | Svärmor kommer (Pastor Jussilainen) Gustaf von Numers | Albert Ståhl               | Centralteatern               |
| 1922 |                 | Det fallande lövet Sigurd Jungstedt                   |                            | Centralteatern               |